# Ya-Ya flickornas gudomliga hemligheter
Ya-Ya flickornas gudomliga hemligheter (orig. Divine Secrets of the Ya-Ya Sisterhood) är en amerikansk komedifilm från 2002 regisserad av Callie Khouri. Huvudrollerna spelas av Sandra Bullock och Ellen Burstyn. 
Filmen bygger på succéromanen med samma namn av Rebecca Wells.

## Rollista
| Sandra Bullock      | – Siddalee 'Sidda' Walker           |
| Ellen Burstyn       | – Viviane Joan 'Vivi' Abbott Walker |
| Fionnula Flanagan   | – 'Teensy' Melissa Whitman          |
| James Garner        | – Shepard James 'Shep' Walker       |
| Cherry Jones        | – Grandma 'Buggy' Abbott            |
| Ashley Judd         | – Younger Vivi Abbott Walker        |
| Shirley Knight      | – Necie Rose Kelleher               |
| Angus Macfadyen     | – Connor McGill                     |
| Maggie Smith        | – Caro Eliza Bennett                |
| Jacqueline McKenzie | – Younger Teensy Whitman            |
| Katy Selverstone    | – Younger Caro Bennett              |
| Kiersten Warren     | – Younger Necie Kelleher            |
| David Lee Smith     | – Younger Shep Walker               |
| Gina McKee          | – Genevieve Whitman                 |
| Matthew Settle      | – Lt. Jack Whitman                  |